# Umibōzu

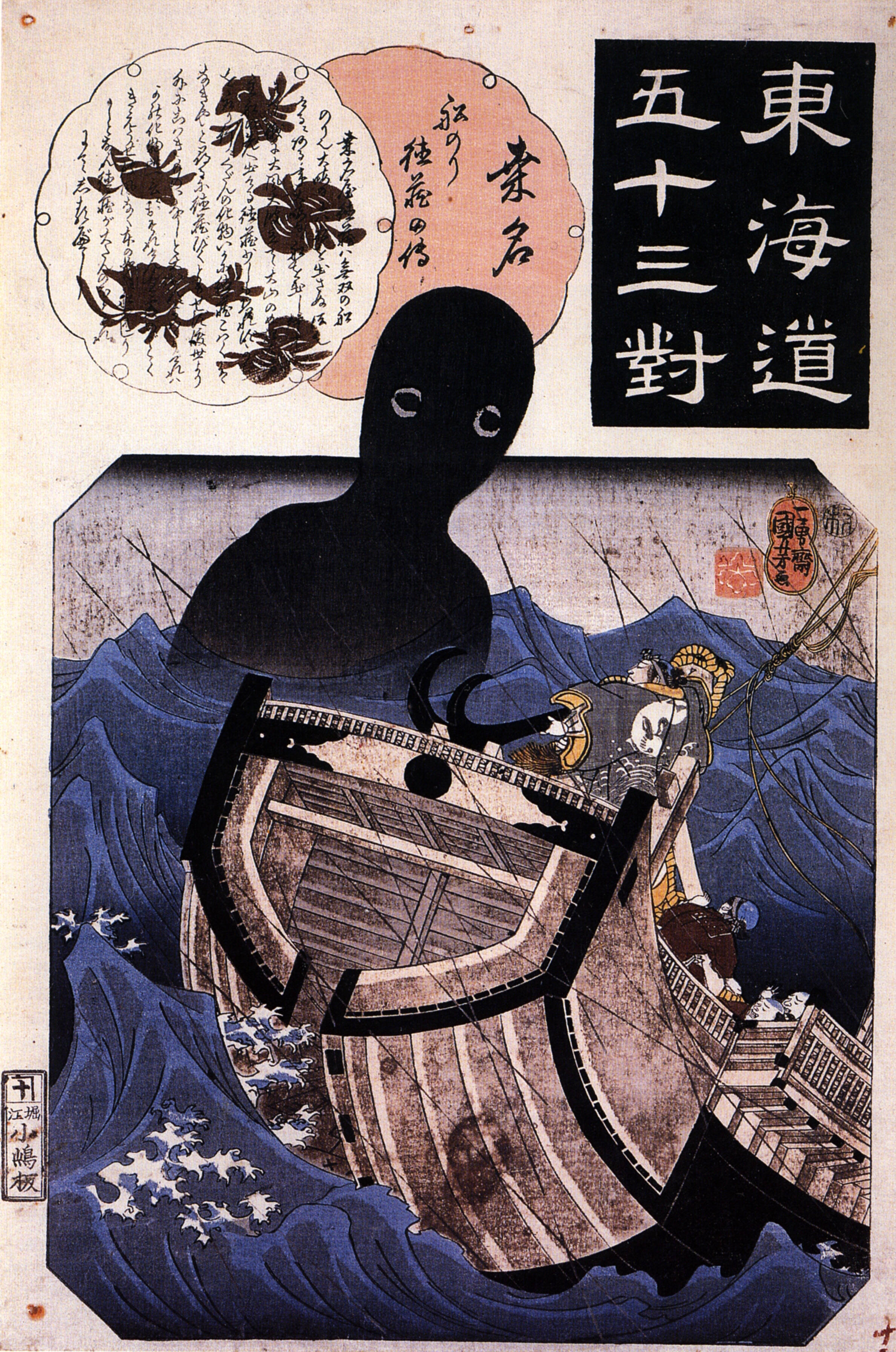
Farbholzschnitt von Utagawa Kuniyoshi über einen Umibōzu bei Kuwana

Umibōzu (jap. 海坊主; „Seemönch“ oder „Mönch-im-Meer“) ist ein Seeungeheuer aus dem japanischen Volksglauben.
Über den Umibōzu wird gesagt, dass er im Ozean lebt und das Schiff eines jeden Seemanns zum Kentern bringt, der es wagt, mit ihm zu reden. Der Name dieses Geistes, welcher das Kanji für „(die) See, Meer“ (海, umi) mit den Kanji von „buddhistischer Mönch“ (坊主, bōzu) kombiniert, bezieht sich möglicherweise darauf, dass dem Umibōzu nachgesagt wird, einen großen runden Kopf, ähnlich dem geschorenen Kopf der buddhistischen Mönche, zu haben. In anderen Fällen werden sie als gewaltige Yōkai beschrieben, die Schiffbrüchigen und Fischern erscheinen. Es wird des Weiteren geglaubt, dass sie ertrunkene Priester wären, die ihren geschorenen Kopf zeigen und typischerweise betend in Erscheinung treten. Meistens wird berichtet, dass sie einen grauen, wolkenartigen Torso und schlangenartige Gliedmaßen hätten.